# Федеріко Ернан Перейра
Федері́ко Ерна́н Пере́йра (ісп. Federico Hernán Pereyra, нар. 4 січня 1989, Ріо-Кварто) — аргентинський футболіст, захисник чилійського клубу «Уачіпато».

## Біографія
Народився 4 січня 1989 року в місті Ріо-Кварто (Аргентина).
Розпочав грати у футбол на батьківщині в клубі «Вілла Санта-Брехіда», після чого виступав за кіпрський «АСІЛ», іспанський «Серро Реєс», аргентинські «Сентраль Кордова», «Хувентуд Уніда» та «Трістан Суарес», а також болівійські «Блумінг» та «Зе Стронгест».
31 серпня 2016 року підписав контракт з кропивницькою «Зіркою», в якій став виступати під керівництвом свого співвітчизника Даріо Друді.
23 червня 2017 року на правах вільного агента перейшов до львівських «Карпат». Гравець обрав собі футболку з 4-им ігровим номером.